# Libanotis buchtormensis
Libanotis buchtormensis là một loài thực vật có hoa trong họ Hoa tán. Loài này được (Fisch.) DC. mô tả khoa học đầu tiên năm 1829.